# Pazuzu

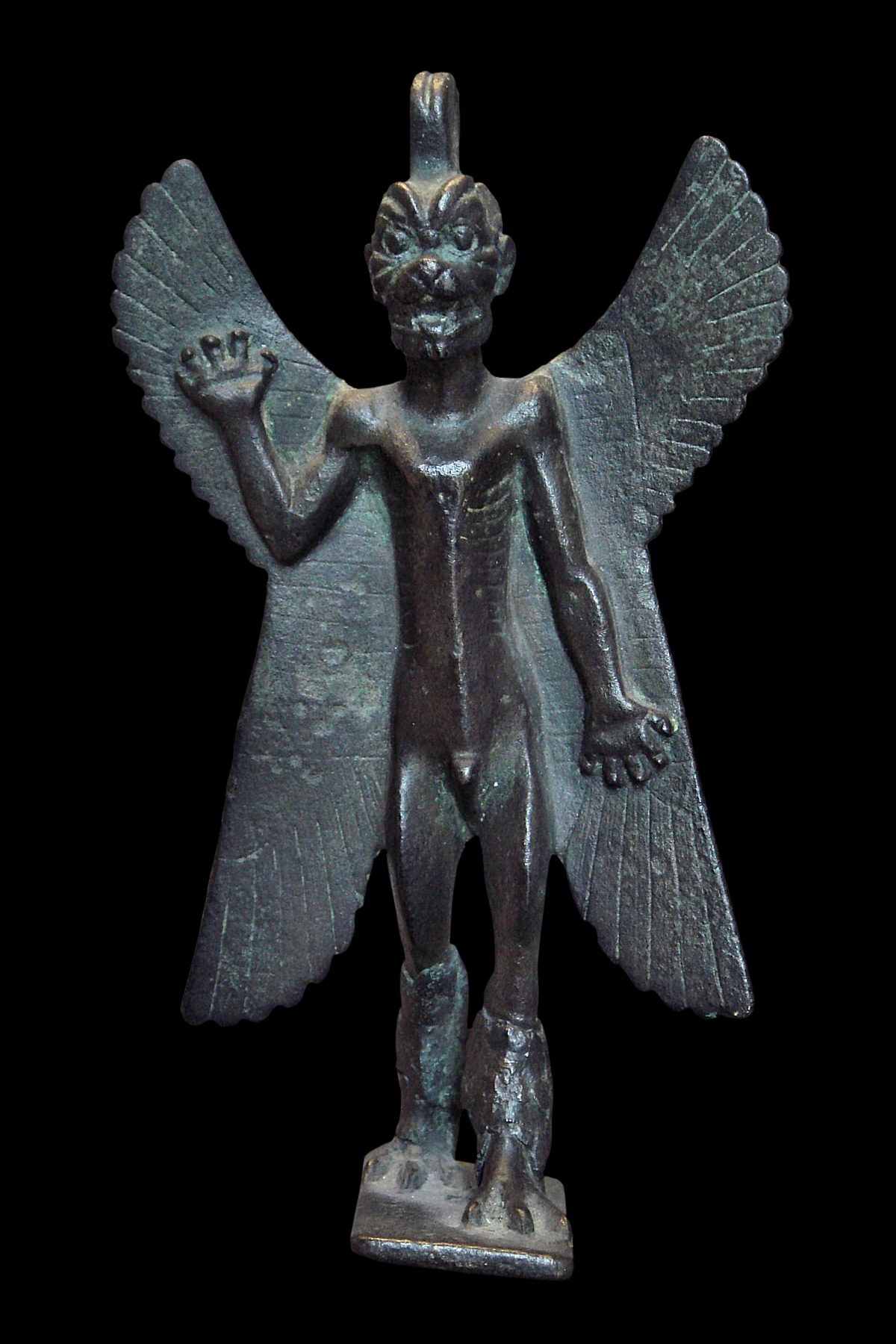
Assyrische Darstellung von Pazuzu im Musée du Louvre aus dem 1. Jahrtausend v. Chr.

Pazuzu ist ursprünglich ein Winddämon der mesopotamischen Mythologie des 1. Jahrtausends v. Chr. Er stellt sich selbst vor als der Sohn von Ḫanpu. In seiner exorzistischen und apotropäischen Funktion tritt er als Gegenspieler der Dämonin Lamaštu auf.

## Etymologie
Die Herkunft des Namens Pazuzu ist ungeklärt. Verschiedene Theorien zu seiner Entstehung sind entwickelt worden.
Ein möglicher Ursprung für den Namen Pazuzu liegt in der aramäischen Wurzel pzz („eilfertig, beweglich sein“), was seine Verwandtschaft zum Westwind, der in Darstellungen vor allem durch seine Beweglichkeit charakterisiert ist, zeigt. Wird der Name vom babylonischen Wort pessû („Zwerg“) hergeleitet, deutet dies seine Zugehörigkeit zu den apotropäischen Zwergengestalten aus Babylonien und Ägypten an. Außerdem ist eine Verbindung zum Namen des ägyptischen Gottes Bes möglich.
Ausgehend von der Schreibweise Pa-sa-su kann sein Name aus dem akkadischen Verb pasāsu („vertilgen“) entstanden sein und damit als ein Verweis auf seine zerstörerische Kraft als kalter Wind sein.

## Ikonographie
Die gängige Ikonographie von Pazuzu zeichnet sich durch die Kombination von tierischen, phantastischen und menschlichen Zügen aus.
Sein Kopf weist eine menschliche Grundform auf, welche mit eckigem, kammartigen Überbau auf der flachen Schädeldecke und tierischen Zügen versehen ist. So wird die Nase als plattgedrückte Hundeschnauze dargestellt, an welche ein geschlossenes Maul mit hochgezogenen Mundwinkeln anschließt. Durch das Hindurchblitzen der Zähne, insbesondere von vier Reißzähnen im vorderen Mundbereich, entsteht eine boshafte Grimasse. Bisweilen ist in den Darstellungen auch ein kleiner Teil der Zunge zu erkennen. Auch besitzt er einen geraden Wangenbart sowie einen Kinnbart in Zipfelform. Die Augen, hervorgehoben durch wulstige Augenbrauen, werden meist rund und offen dargestellt. Menschliche Ohren sind ebenfalls ein gängiges Merkmal für Pazuzu. Über dem Kopf befinden sich ziegenartige Hörner, welche am Hinterkopf zusammenlaufen. Diese beginnen entweder zwischen den Augen oder darüber. Der Hals ist mit waagerechten Strichen verziert.
Der Körper gleicht einem langen, dünnen und aufrecht stehenden Hund mit sichtbaren Rippenbögen und einer senkrechten Wulst im Brustbereich. Neben menschlichen Armen und Schulterpartien sind tierähnliche Oberschenkel, Raubtierpranken und vogelähnliche Füße sowie ein Skorpionschwanz und erigierter Phallus mit Schlangenkopf gängig. Seine Körperhaltung ist aufrecht, während seine rechte Pranke klauenartig erhoben dokumentiert wird und die Linke herabhängt. Pazuzu wird mit vier Flügeln, bzw. einem Flügelpaar dargestellt.
Verschiedene Merkmale der Körperikonographie von Pazuzu lassen sich schon früher für andere Mischwesen und Dämonen nachweisen. So finden sich Parallelen zum Löwendämon (u. a. Körper mit hervorstehenden Rippen) und zu Darstellungen von Skorpionmenschen. Des Weiteren können Merkmale des Körpers mit früheren Ausführungen des Westwindes in Verbindung gebracht werden, so die Flügel und Vogeleigenschaften als Verbildlichung bewegter Luft und die Skorpionenmerkmale mit dem Westwind verbundenen Sternbild. Die ikonographischen Merkmale des Kopfes lassen sich dagegen kaum auf vorherige Formen zurückführen und tauchen damit unvermittelt in ihrer Standardisierung und Detailgetreue auf. Daher erscheint ein außermesopotamischer Einfluss wahrscheinlich, hier vor allem der Bezug zu Darstellungen des ägyptischen Gott Bes.

## Historie

### Datierung
Die Vorstellung des Pazuzu ist auf Grund von Figurfunden sowie der Erwähnung in Texten in das 1. Jahrtausend v. Chr. zu datieren. Hierbei waren die Darstellungen sicher ab der zweiten Hälfte des 8. Jahrhunderts v. Chr. bis in die seleukidische Zeit in Gebrauch.

### Verbreitung
Die Verbreitung von Pazuzu-Darstellungen erstreckt sich von Babylonien über Assyrien bis außerhalb Mesopotamiens. Die meisten Funde wurden jedoch in Babylonien verzeichnet. Dies lässt allerdings keine endgültigen Rückschlüsse auf seine Verbreitung zu. Aufgrund des Niedergangs des assyrischen Staatswesens im 7. Jahrhundert v. Chr. war die Möglichkeit einer Produktion im selben Umfang wie die der Babylonier nicht gegeben. Das Entstehungsgebiet liegt vermutlich in Mesopotamien, denn ausschließlich dort wurden Texte zum Dämon gefunden.

### Forschungsgeschichte
Im Jahr 1873 beschrieb François Lernomant in einer Veröffentlichung erstmals eine Pazuzufigur und deutete deren Inschrift, nach bereits erfolgter Veröffentlichung einzelner Sammlerstücke ohne spezifischere Erklärungen. Er erkannte in ihm einen Dämon des Südwestwindes, den er mit dem Ḫamsin gleichsetzte. Bei einem etwas später veröffentlichten Lamaštu-Amulett wurde in Pazuzu der Gott Nergal vermutet. Erst Karl Frank identifizierte 1909 den Namen des Dämons als Pazuzu. In seinem Werk von 1965 verglich Roger Moorey zahlreiche zuvor publizierte Darstellungen und versuchte die Ikonographie systematisch zu beschreiben. Nachdem Rykle Borger 1987 die Rekonstruktion einer ausführlichen Pazuzubeschwörung aus Ninive vorlegte, stellte Pascal Charlier 1992 erstmals die Deutung des Dämons als verkörperten Hitzewind in Frage und entgegnete diesem mit einer Identifizierung als Kaltwind.

## Mythologie

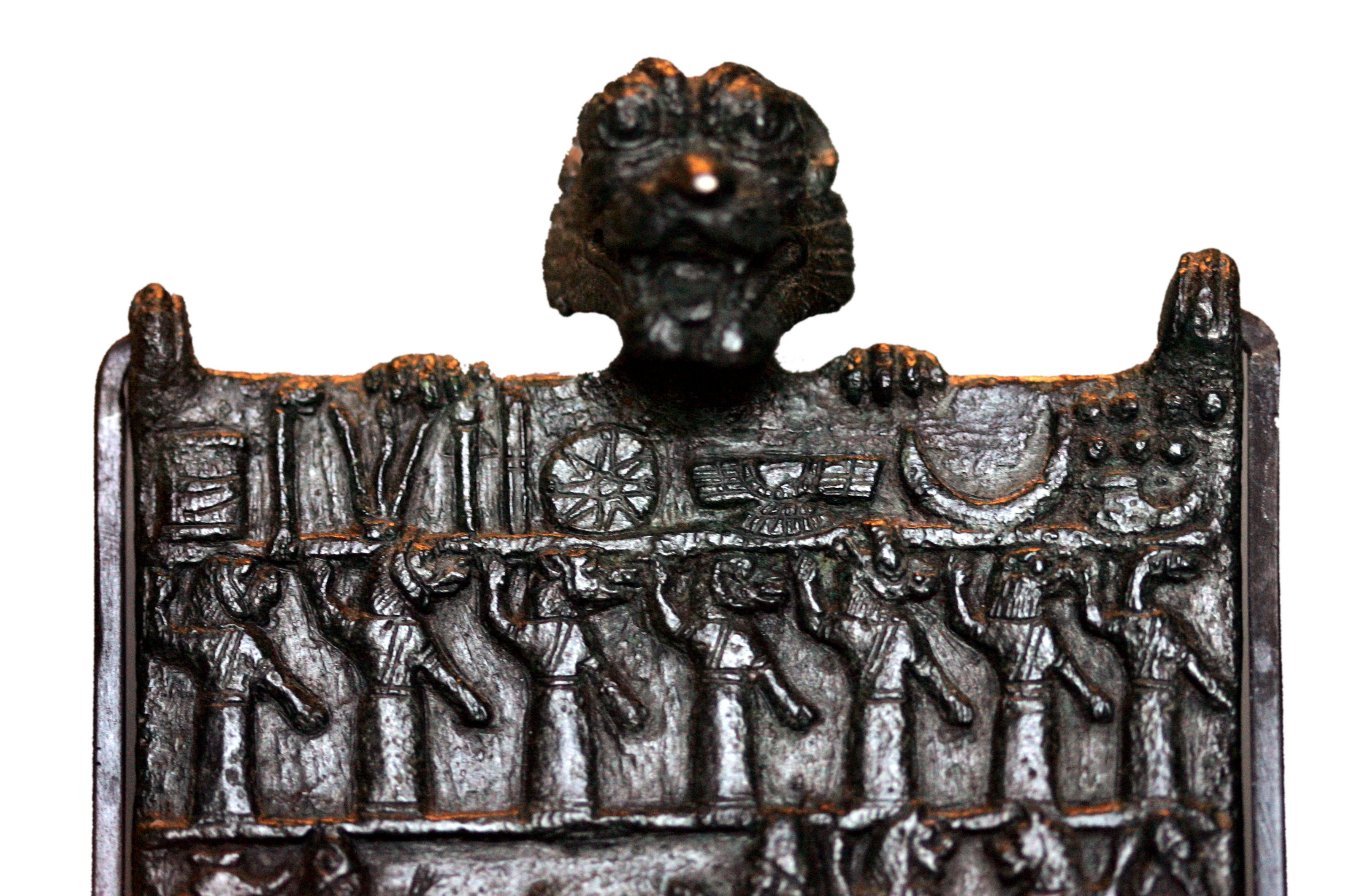
Pazuzu schaut über eine Beschwörungsplakette von Lamashtu. Lamashtu plaque 9163

Seine mythologische Funktion erhielt Pazuzu als Abwandlung der Personifikation einer der vier Winde aus der Bronzezeit. Die Forschung geht auseinander, ob es sich hierbei um den Ost- oder Westwind handelt. Als Abkömmling einer dieser zwei ist er König und Herrscher der Windgeister sowie ein Reisender. Mit seiner Funktion als schützender Hausgeist tritt er in die Nachfolge von Ḫuwawa. Dieser und der Westwind wurden schon zuvor durch ihre nicht näher bestimmte gemeinsame Heimat, in westlicher Himmelsrichtung verbunden. Durch den Bedeutungs- und Machtgewinn der Dämonin Lamaštu wurde eine Gestalt notwendig, welche die Eigenschaften beider Figuren verband. Seine exorzistischen und apotropäischen Eigenschaften, die vor allem seinem Kopf zugeschrieben wurden, erhielt Pazuzu, um als potenter Gegenspieler zu Lamaštu zu agieren und die Menschen zu schützen. Diese Verbindung wird von verschiedenen Funden gestützt, denn Lamaštu-Amulette zeigen oft zusätzlich eine Pazuzu-Darstellung. Die Auseinandersetzung der beiden wird in einigen rituellen Texten von Uruk beschrieben.
In akkadischen Beschwörungen wird Pazuzu auch als zerstörerischer Kältewind aus dem Osten beschrieben. Damit wurden durch ihn extreme Temperaturschwankungen und starke Kälteeinbrüche in Mesopotamien erklärt.
In Heilungsritualen wurde der Winddämon Pazuzu zu Hilfe gerufen, um andere Krankheitsdämonen zu exorzieren. Dabei hielt sich der Kranke z. B. eine Darstellung von Pazuzu über den Kopf. War ihm dies nicht möglich, so wurde ihm dabei von dem Heiler geholfen. Sobald der schädliche Dämon Pazuzu erblickte, ließ dieser von dem Kranken ab, der daraufhin wieder genesen konnte.
Als Apotropaion platzierte man größere Pazuzu-Darstellungen im Wohnbereich gegenüber von Zutrittsmöglichkeiten böser Dämonen, um diese zu vertreiben. Kleinere Ausführungen, insbesondere des Kopfes, finden sich auf Amuletten, Siegeln und Fibeln. Gerade seine Verbindung mit den letzten beiden Gegenständen zeigt die große Bedeutung, die ihm beigemessen wurde. Denn für sicheren Schutz war das permanente Tragen einer Pazuzu-Darstellung notwendig.

## Verwendung in der Neuzeit
Pazuzu ist auch der Name des Dämons, der im Film Der Exorzist Besitz von einem jungen Mädchen ergreift. In einer der ersten Einstellungen ist auch eine Statue von ihm zu sehen. Diese Statue wurde später von der Band Gorillaz wiederverwendet.
Im zweiten Band der Comic-Serie Adeles ungewöhnliche Abenteuer des französischen Zeichners Jacques Tardi wird ein bizarrer Pazuzu-Kult im Paris kurz vor dem Ersten Weltkrieg aufgedeckt. Ebenfalls trägt einer der Gegner Batmans in der Storyline Niemandsland von Dino Comics aus dem Jahr 2000 den Namen Pazuzu.
In der Zeichentrickserie Futurama erschafft Professor Hubert Farnsworth einen lebenden, fliegenden Wasserspeier (Gargoyle), der auf den Namen Pazuzu hört.
Ebenso befasst sich eine Kurzgeschichte (Treehouse of Horror XXVIII, Staffel 29) der Serie Die Simpsons mit einem Winddämon namens Pazuzu.
Der Name Pazuzu wird auch von der polnischen Death-Metal-Band Behemoth auf dem Album The Apostasy, von der deutschen Death-Doom-Band Ophis auf deren Album Stream of Misery und von der schwedischen Symphonic-Metal-Band Therion auf dem Album Leviathan II als Songtitel aufgegriffen. Die finnische Black-Metal-Band Oranssi Pazuzu benannte sich nach dem Dämon.
Der Name Pazuzu taucht außerdem im aktuellen Perry-Rhodan-Roman-Zyklus auf und beschreibt eine künstliche Intelligenz auf der Basis von Nanotechnologie, welche als Flaschengeist auftritt.
Er ist eine prominente Figur in The Dark Pictures Anthology: House of Ashes und taucht in Form von Statuen, Götzenbildern und antiken Darstellungen auf.
In der japanischen Mangareihe „Rage off Bahamut“ erscheint ein Dämon namens Pazuzu, der ebenfalls eine große Macht über den Wind hat.